# Bains de Saxon
Pour les articles homonymes, voir Saxon.

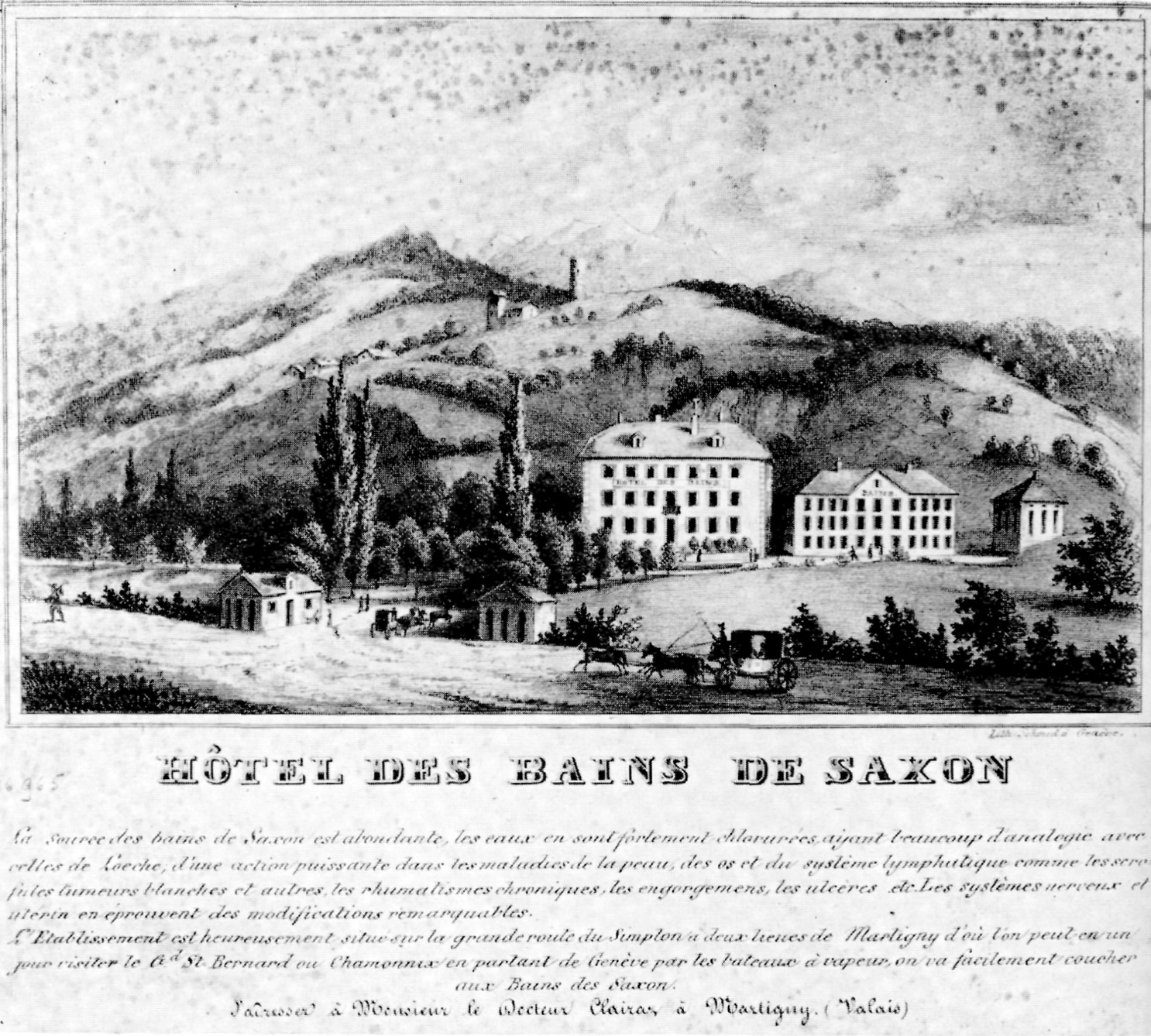
L'Hôtel des Bains de Saxon en 1842

En 1842, sous l'hospice du docteur Maurice Claivaz de Martigny, est officiellement inauguré l'établissement thermal des Bains de Saxon, à Saxon, commune suisse du Valais.
La source de Saxon a, pendant longtemps, été ignorée sauf des habitants de la région. C'est seulement à partir des années 1830, que le docteur Maurice Claivaz (1798-1883), installé à Martigny, s'intéresse activement à la source de Saxon, appelée La Fontaine aux Croix. Il rédige en 1842 un court rapport sur les valeurs minérales de l'eau de Saxon dans lequel il met en avant ses propriétés curatrices qu'il associe à la présence d'iode.

## Les prémices de l'établissement thermal
Avec l'effervescence créée par les travaux du scientifique, les habitants de la région de Saxon se pressent nombreux vers la Fontaine aux Croix. Dans une lettre adressée au docteur Bergeret de Saint-Léger, pharmacien à Lausanne, le docteur Maurice Claivaz relate comment une quinzaine d'individus des deux sexes ont rapidement construit un hangar en planches dans lequel ils ont installé des cuves à lessive pour servir de baignoires et une chaudière. Cet établissement primitif offrait au docteur Claivaz des moyens peu coûteux pour effectuer ses premières études et relevés.
Il fait ensuite construire un premier cabinet avec calorifère, mais les marécages qui entourent les lieux affectent considérablement ses travaux, ne lui permettant pas de définir exactement le lieu d'origine de la source. Profitant des travaux d'assainissement de la vallée du Rhône initiés au milieu du 19e siècle, il fait installer un canal d'écoulement qui permet d'assécher les terrains. Il constate que l'eau jaillit en abondance par une fente de rocher mise à découvert.
Encouragé par ses découvertes et ses résultats, le docteur Claivaz fait construire une maison d'habitation avec de nouveaux bains, non sans difficultés pour racheter les terrains. C'est en 1842 que cet établissement, petit mais complet, reçoit ses premiers malades venus nombreux. Malgré un système très imparfait, les résultats et les guérisons font le succès de l'établissement. On y vient pour soigner les maladies de peau, les plaies, les ulcères, les rhumatismes chroniques ou les affections nerveuses.

## Les premières analyses de l'eau
En 1844, Pyram-Louis Morin est le premier a effectuer une analyse des eaux. Il constate qu'elle possède les mêmes caractéristiques que celles bien connues du val de Bagnes et valide la présence d'iode. En 1860, M. Ricardi reprend les mêmes considérations en suggérant que la source dépend d'un détournement qui alimente originellement le Val de Bagnes. Selon lui, l'eau possèderait en ces deux endroits, des vertus curatives. C'est ainsi qu'ils expliquent les propriétés de la Fontaine aux Croix de Saxon, où après chaque guérison miraculeuse les habitants venaient planter des croix en bois.

## L'intervention du major Gaspard de Sépibus

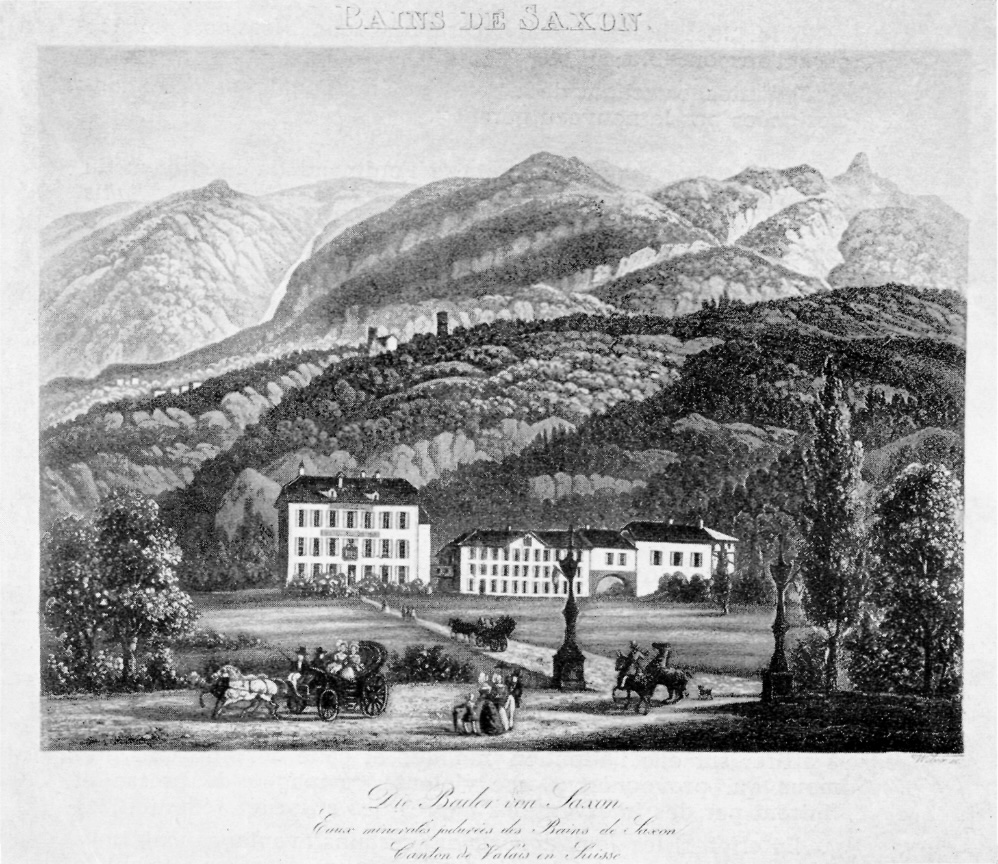
Les Bains de Saxon vers 1855 (Berne, Bibliothèque nationale)

En 1842, alors que l'établissement construit par Maurice Claivaz vient d'ouvrir, le capitaine Gaspard de Sépibus (1788-1877) devient le propriétaire des terrains et des sources. Pour améliorer le rendement du site, jugé peu rentable, il fait assainir l'ensemble de la zone et entreprend la construction de nouveaux bâtiments. Il demande notamment à la Commune l'autorisation de joindre à l'établissement thermal un casino ou "Cercle des Étrangers".
Le 20 juillet 1845, la commune de Saxon lui accorde la concession demandée, sous certaines conditions, notamment l'interdiction pour les Valaisans de prendre part aux jeux d'argent. Les bénéfices devaient revenir en partie à la Commune qui souhaitait alimenter un fonds pour la construction de la nouvelle école.
La concession est homologuée en 1848 par l'État du Valais, après avoir été modifiée en 1847. Mais ne pouvant pas s'occuper lui-même d'une telle entreprise, de Sépubis cède la gérance à l'administrateur M. Joseph Fama.

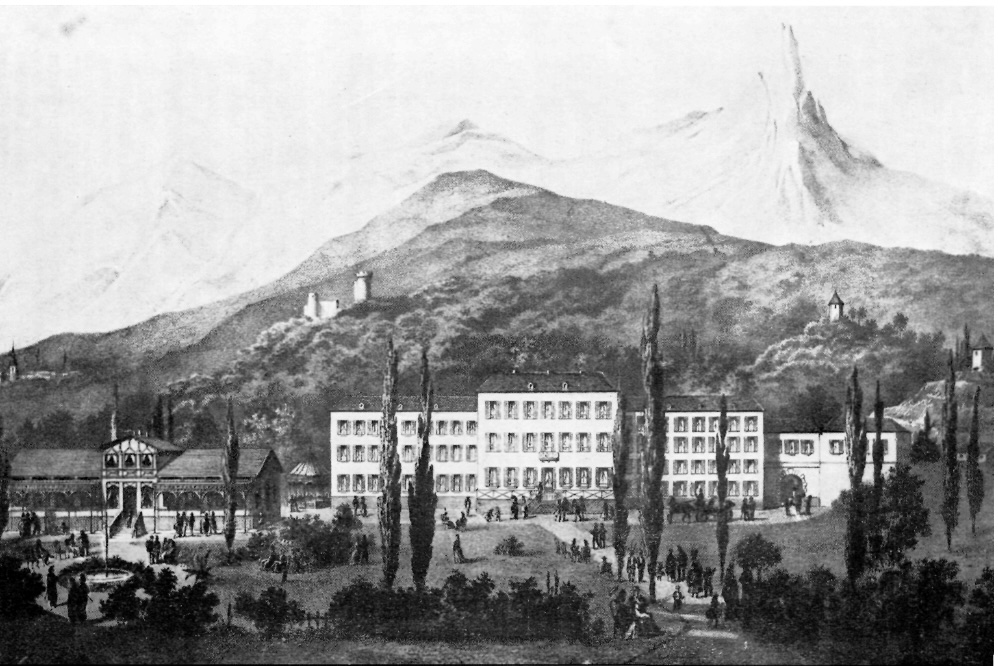
L'hôtel des Bains de Saxon en 1866, avec à gauche le casino de Saxon. Gravure de Victor Rose, impr. Lemercier et Cie. Paris 1866

## L'essor du complexe thermal sous Joseph Fama
Maurice Fama assainit les abords de l'établissement des bains et les agrandit, créant un vaste complexe hôtelier, inauguré en 1855. Le luxueux casino de Saxon, abritant salle de théâtre et de concert avec une salle de jeux, est également ouvert dans les mêmes années.
En 1865, le complexe se constitue en une société :  la Société du Casino des Bains de Saxon, démontrant les liens entre ces deux institutions. La concession est cédée par le Conseil d'État du Valais jusqu'au 24 janvier 1878.
Grâce à ses bains et son casino, Saxon connait une grande renommée entre 1865 et 1877.
Cette épopée sera de courte durée. En effet, la nouvelle Constitution abolissant les jeux d'argent dans l'ensemble du canton, la concession ne fut pas renouvelée et le casino de Saxon ferma ses portes en 1877, en même temps que le complexe thermal.